# Gewoon langbaardgras
Gewoon langbaardgras (Vulpia myuros, synoniem: Festuca myuros) is een eenjarige plant, die behoort tot de Grassenfamilie (Poaceae). De soort komt van nature voor in Europa, Zuidwest-Azië en Noordwest-Afrika en is vandaar uit verspreid naar Amerika, Australië en Zuid-Afrika. Gewoon langbaardgras staat op de Nederlandse Rode lijst van planten als een soort die in Nederland algemeen voorkomt en stabiel of toegenomen is. Het aantal chromosomen is 2n = 42.
De plant wordt 10-70 cm hoog en is aan de voet vertakt. De voet van de vertakte stengel is meestal omhuld door de bovenste bladschede. De stengel is onderaan geknikt met rechtopstaande pluimen en tot aan de pluim bebladerd. Het blad is  2-15 cm lang en 0,4-3 mm breed. Het tongetje is maximaal 1 mm lang.
De plant bloeit van juni tot in de herfst met een 5-30 cm lange, gebogen of overhangende, smalle, samengetrokken pluim. De onderste tak van de pluim is vele malen korter dan de pluim. Het aartje is kort gesteeld en heeft drie tot tien bloemen. De bovenste bloem van het aartje is steriel. Het bovenste kelkkafje is drie tot zes keer zo lang als het onderste. Het onderste kelkkafje is 1-3 mm lang. De aartjes zijn met kafnaald 25 mm lang en zonder kafnaald ongeveer half zo lang. Het onderste, 7 mm lange kroonkafje is genaald. Het bovenste, ongenaalde kroonkafje is 6 mm lang. De bloem heeft een 0,5-2 mm lange meeldraad met een 0,85 mm lange, violette helmknop.
De vrucht is een graanvrucht.

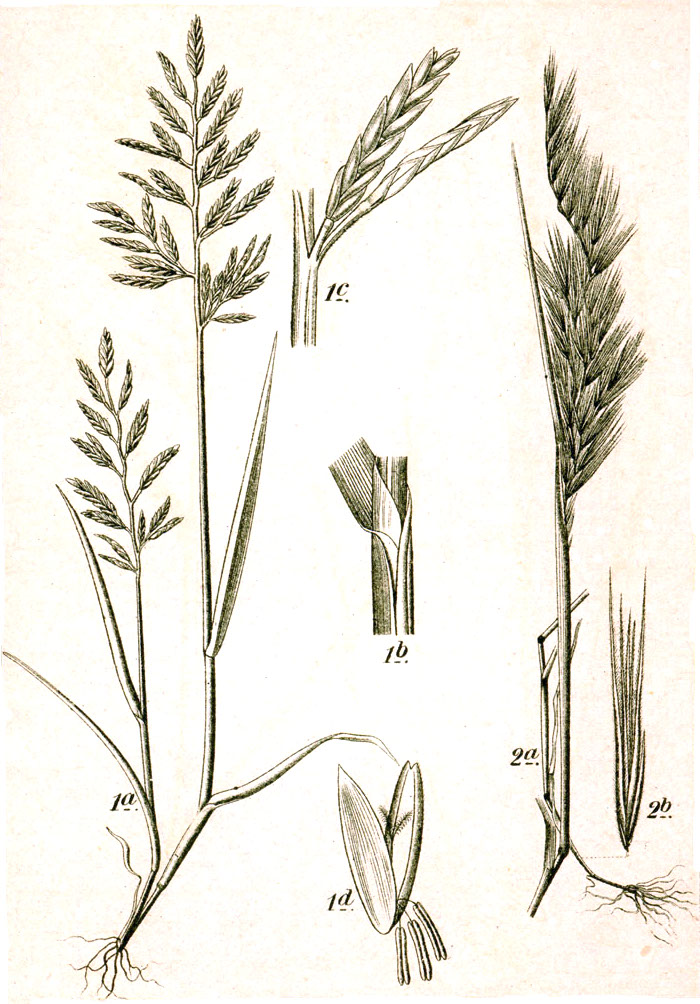
Gewoon langbaardgras
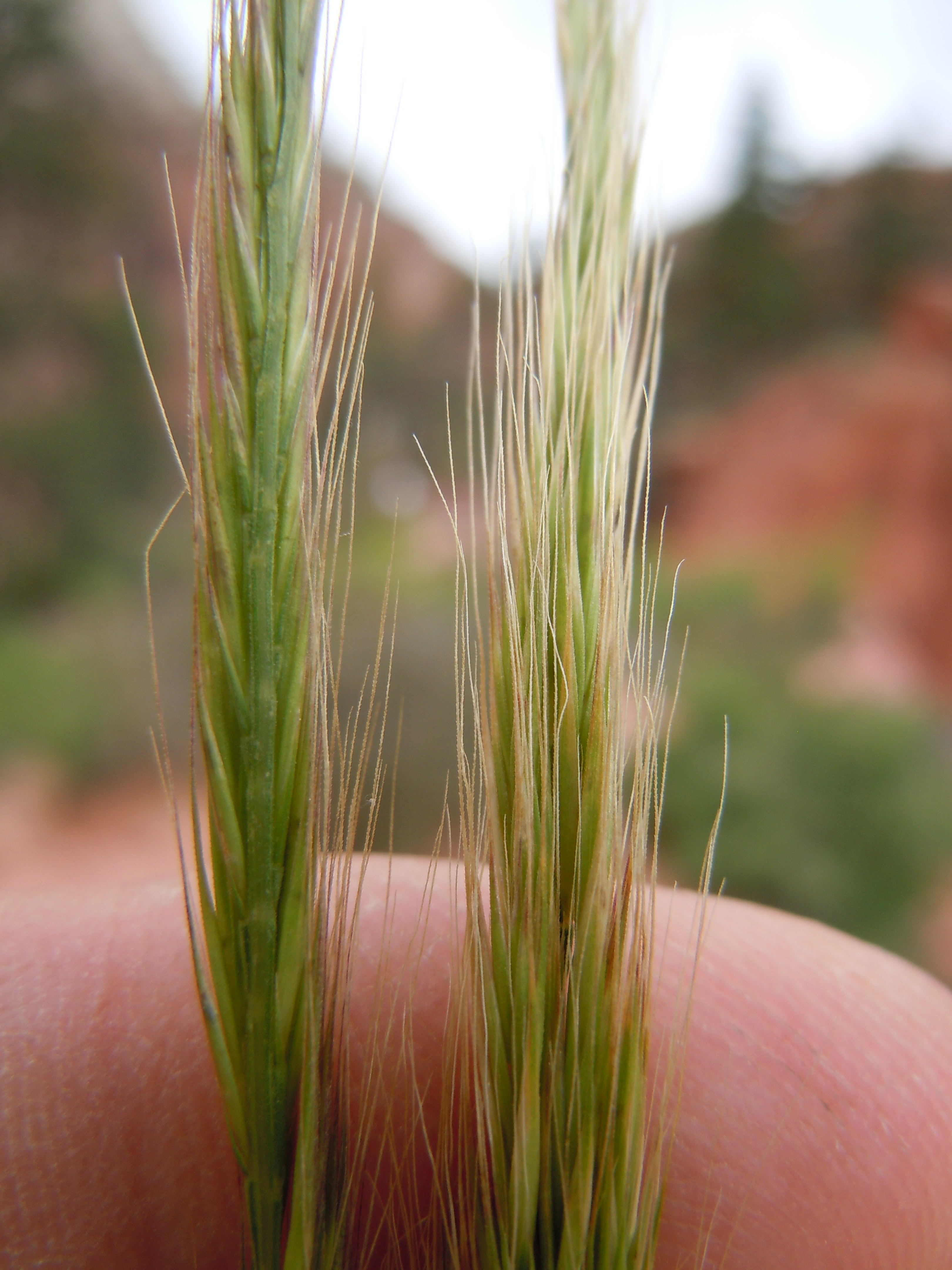
Pluimen
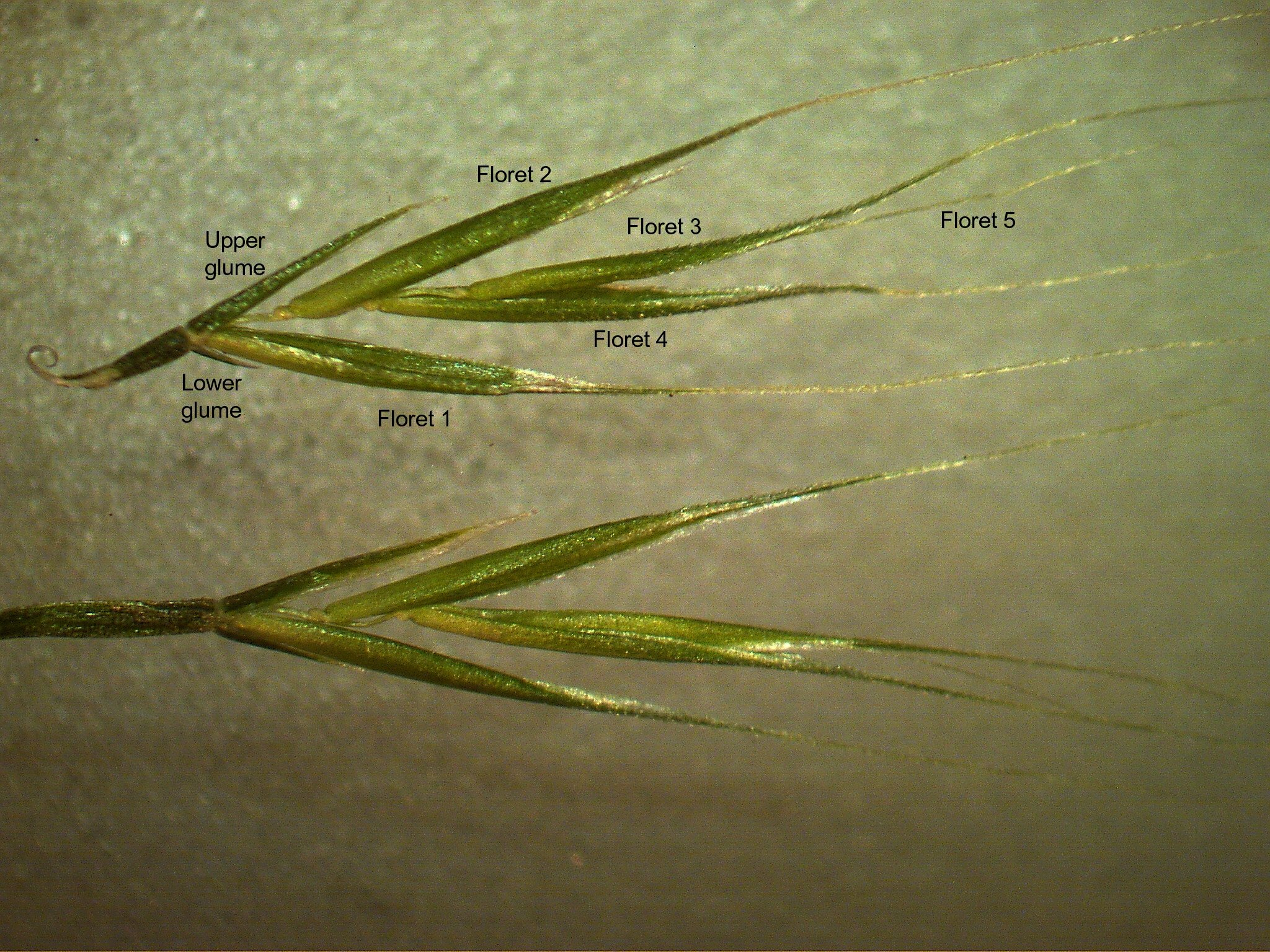
Aartjes: bovenste met 5 bloemen (glume=kelkkafje)
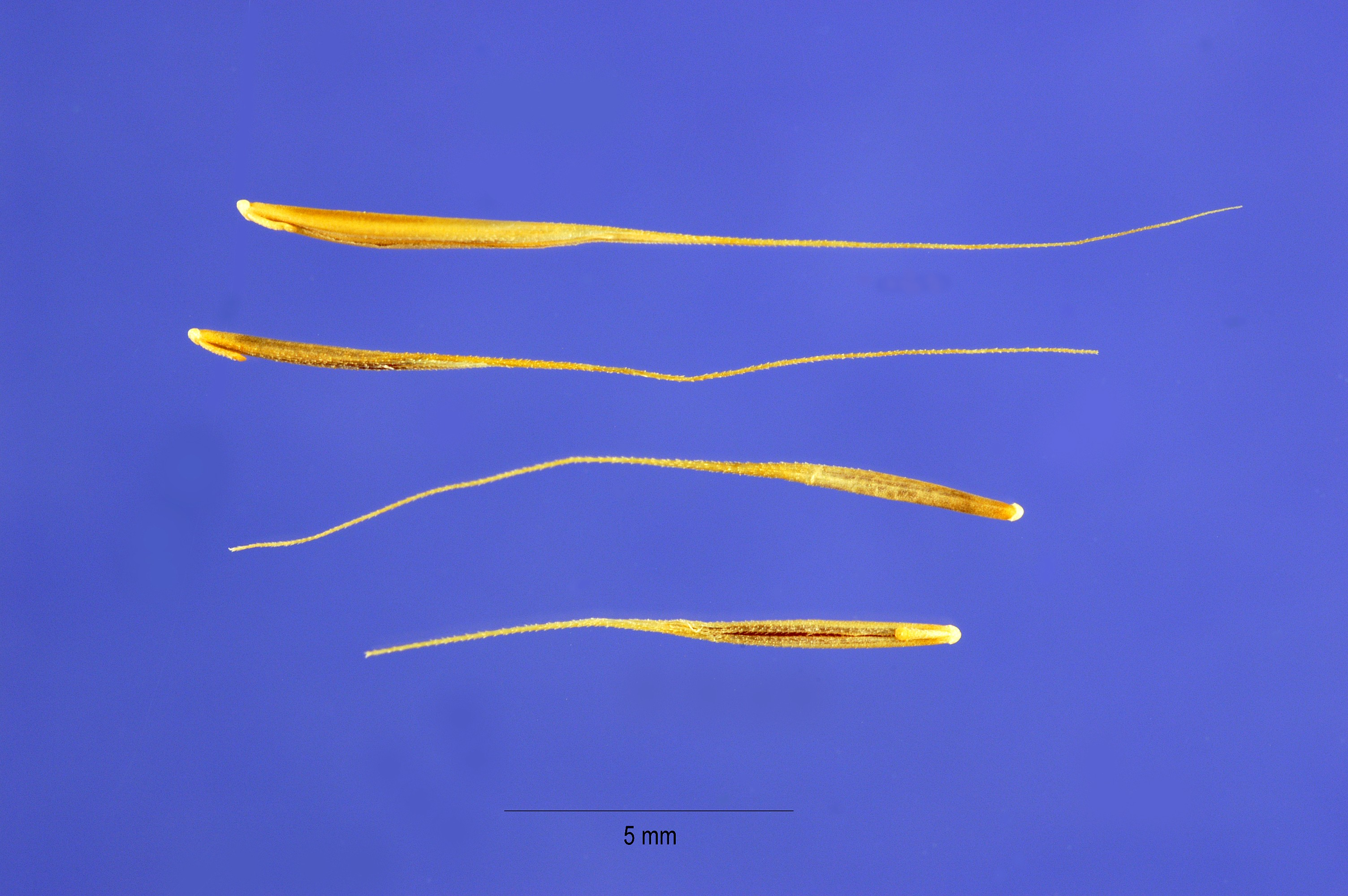
Vruchten

## Voorkomen
Gewoon langbaardgras komt voor op droge, zandige of stenige grond langs spoorwegen en tussen straatstenen. 

## Plantengemeenschap
Gewoon langbaardgras is een indicatorsoort voor struisgrasvegetaties (ha) subtype Dwerghaververbond, een karteringseenheid in de Biologische Waarderingskaart (BWK) van Vlaanderen en het Brussels Hoofdstedelijk Gewest.